# Porsi
"Ytterluleå" omdirigerar hit. Inte att förväxla med Överluleå.
Porsi är en by norr om Vuollerim i Jokkmokks kommun, belägen vid kraftverksmagasinet Porsidammen i Luleälven.
Porsi, som är en av de äldsta byarna i kommunen, kallades fram till 1700-talets slut för Storluleå (tillsammans med Kuouka), därefter länge för Ytterluleå. Porsi är också namnet på det vattenkraftverket Porsi kraftstation som ligger strax nedströms byn, alldeles ovanför det ställe där Lilla Luleälven mynnar, och som utnyttjar fallhöjden i Porsidammen. Kraftverket har en effekt på 280 MW.
Norr om Porsi ligger Porsisjöarna med ett femtontal lättillgängliga fiskesjöar som nås med bil eller vintertid med snöskoter.
Mitt i Porsi ligger Porsi gamla skola från början av 1900-talet. Byggnaden ägs av Skifteslaget och används idag som bygdegård.
Bengt Djupbäck, Jokkmokks-Jokke som han kallades, föddes och växte upp på den sedermera överdämda mindre byn Djupbäcken ungefär mitt emot Porsi. Jokkmokks-Jokkes museum ligger i Porsi.

## Historia

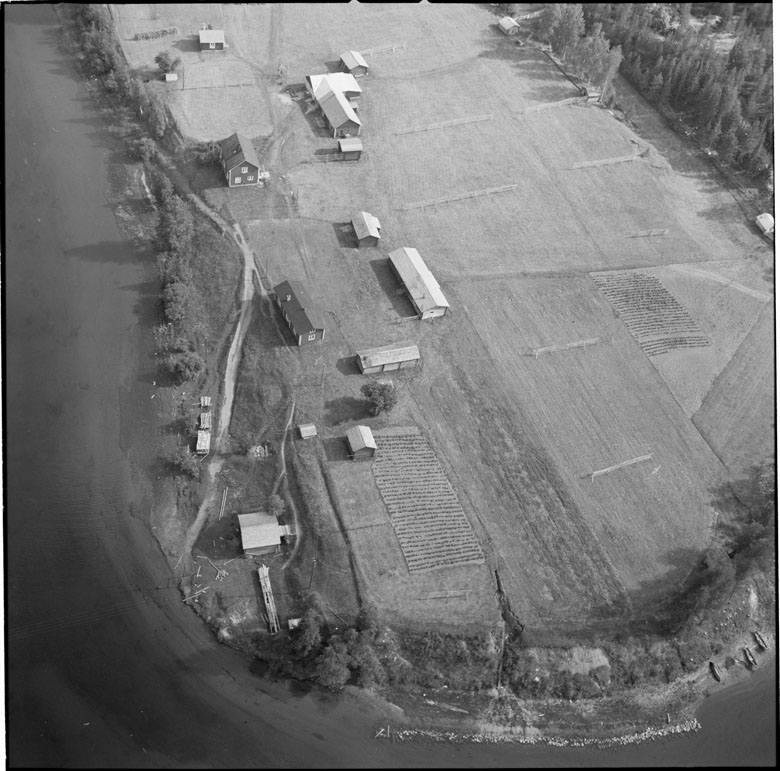
Porsi by vid Luleälven 1959.

Området kring Porsi var ett lappskatteland som i slutet av 1600-talet innehades av samerna Pål Andersson och Pål Paggesson i Sjokksjokks lappby. Vid tinget i Jokkmokk 1689 begärde Anders Eriksson och Henrik Eriksson från Hovlös i Råneå socken att få etablera nybyggen vid Storluleåforsen. Trots samernas protester gav häradsrätten tillstånd till nybygget, eftersom jordbruk och boskapsskötsel inte ansågs hindra samerna i deras traditionella näringar. Nybyggarna skulle även få fånga lax i älven. År 1691 tillkom två ytterligare nybyggare, Jöns Jönsson från Storsand i nuvarande Bodens kommun och den samiske klockaren Nicolaus Lundius. Nybyggena kallades för Storluleå, vari inbegreps både Porsi och Kuouka. Vid slutet av 1600-talet fanns Anders Grelsson på det nybygge som sedermera blev känt som Porsi, medan hans bror Jakob Grelsson bodde i Kuouka. De var söner till en av de tidigaste nybyggarna i Gällivare socken, Grels Matsson från Österbottens län i Finland. Mot slutet av 1700-talet kallades Porsi för Ytterluleå, till skillnad från Kuouka som kallades för Överluleå. Porsibygden behöll länge en finsk prägel genom att nybyggarna sökte sig makar med finsk bakgrund, bland annat från Storsand vid Luleälven nedanför lappmarksgränsen. Vid avvittringen 1890 kallades byn för Porsi.